# Patrick Müller (lekkoatleta)
Patrick Müller (ur. 4 lutego 1996) – niemiecki lekkoatleta specjalizujący się w pchnięciu kulą. 
W 2013 został mistrzem świata juniorów młodszych.
Rekordy życiowe: kula o wadze 7,26 kg – na stadionie 19,25 (4 czerwca 2016, Neubrandenburg); w hali 20,14 (20 stycznia 2018, Neubrandenburg); kula o wadze 5 kilogramów – na stadionie 22,02 (10 lipca 2013, Donieck); w hali 21,56 (22 grudnia 2013, Neubrandenburg), wynik ten był nieoficjalnym halowym rekordem świata juniorów młodszych. 

## Osiągnięcia
| Rok  | Impreza                               | Miejsce    | Pozycja         | Wynik |
| ---- | ------------------------------------- | ---------- | --------------- | ----- |
| 2013 | Mistrzostwa świata juniorów młodszych | Donieck    | 1. miejsce      | 22,02 |
| 2014 | Mistrzostwa świata juniorów           | Eugene     | 12. miejsce     | 19,00 |
| 2015 | Mistrzostwa Europy juniorów           | Eskilstuna | 4. miejsce      | 20,48 |
| 2016 | Puchar Europy w rzutach               | Arad       | 2. miejsce U 23 | 18,12 |
| 2017 | Młodzieżowe mistrzostwa Europy        | Bydgoszcz  | 6. miejsce      | 19,23 |